# Vicente II
El Patriarca Vicente II de Serbia (Serbio: Патријарх Викентије, Patrijarh Vikentije; n. 1899, Bačko Petrovo Selo, Imperio austrohúngaro – † 1958, Belgrado, Yugoslavia) fue el 42.o Patriarca de la Iglesia ortodoxa serbia, líder espiritual de los serbios ortodoxos del este, desde 1950 hasta 1958. El nombre completo de su título era Su Santidad el Arzobispo de Peć, Metropolita de Belgrado y Karlovci, Patriarca Serbio Vicente.

## Biografía
Vicente (nombre natal: Vitomir Prodanov, Витомир Проданов) nació el 23 de agosto de 1890 en Bačko Petrovo Selo que para entonces formaba parte del Imperio austrohúngaro.
El Patriarca Vicente falleció en Belgrado, el 5 de julio de 1958.